# Rapone
Rapone  község (comune) Olaszország Basilicata régiójában, Potenza megyében.

## Fekvése
Egy, az Ofanto folyó völgyére néző domb tetején épült fel. A megye északnyugati részén fekszik. Határai: Calitri, Castelgrande, Pescopagano, Ruvo del Monte és San Fele.

## Története
A vidék a paleolitikum óta lakott. A település eredetileg az Ofanto jobb partján épült fel (Rapone vecchio) majd a középkor során a gót-bizánci háborúk miatt a lakosság áttelepedett a mai város területére a jobb védekezési lehetőség érdekében. A 19. század elején, amikor a Nápolyi Királyságban felszámolták a feudalizmust, önálló község lett.

## Népessége
A népesség számának alakulása:

## Főbb látnivalói
- San Vito Martire-kápolna
- San Nicola Vescovo-templom
- Santa Maria dei Santi-templom
- Santa Maria ad Nives-templom (1758)